# Sázava (miasto w Czechach)
Sázavaⓘ (niem. Sasau) – miasto w Czechach, w powiecie Benešov, w kraju środkowoczeskim.
Na dzień 31 grudnia 2003 powierzchnia miasta wynosiła 2041 ha, a według danych Czeskiego Urzędu Statystycznego z dnia 1 stycznia 2023 liczyło 3834 mieszkańców.

## Zabytki
Głównym zabytkiem Sázavy jest dawny klasztor benedyktynów, ufundowany w 1032 przez księcia czeskiego Oldrzycha. Założycielem i pierwszym opatem klasztoru był św. Prokop, zwany Prokopem z Sazawy.

## Demografia
| Rok             | 1970  | 1980  | 1991  | 2001  | 2003  | 2017  |
| --------------- | ----- | ----- | ----- | ----- | ----- | ----- |
| Liczba ludności | 2 780 | 3 637 | 3 688 | 3 728 | 3 797 | 3 730 |

Źródło: Czeski Urząd Statystyczny